# Verband Deutscher Tonmeister

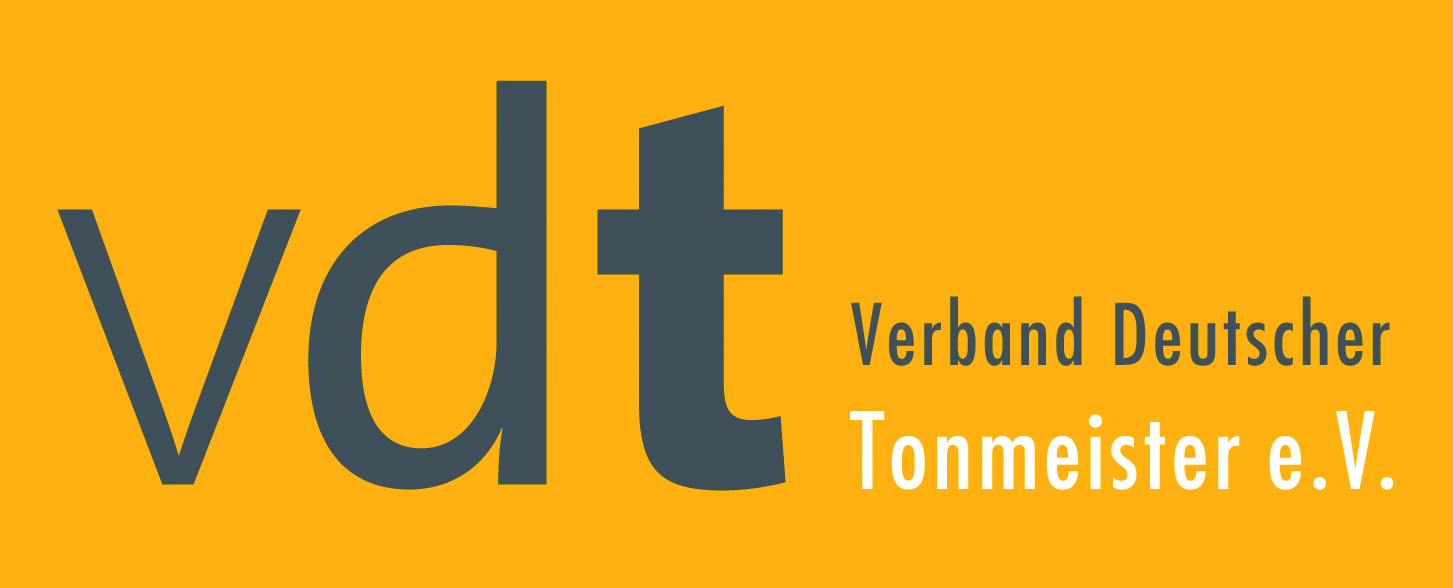
Das Logo des Verbands Deutscher Tonmeister

Der Verband Deutscher Tonmeister e.V. (VDT) ist ein Berufsverband für Tonmeister aus allen Bereichen der Audiobranche. Der Verein ist aus der Deutschen Filmtonmeister-Vereinigung hervorgegangen, die 1950 in München gegründet wurde und die sich auf andere Berufssparten ausdehnte.
Über 2000 Mitglieder gehören heute dem Verein an, die in den unterschiedlichsten Institutionen und auch selbständig tätig sind; unter anderem bei Film, Funk, Fernsehen, Tonstudios, Schallplattenfirmen, Theatern und Veranstaltungshallen, der geräteherstellenden Industrie, der Forschung und Entwicklung oder auch in an die Tätigkeiten des Tonmeisters angrenzenden Berufe. Als angestellte oder freiberufliche Tonmeisterinnen und Tonmeister, als selbstständige Unternehmer oder als Professorinnen und Dozenten von Ausbildungs- und Forschungsinstituten sind sie beruflich tätig. Zu den Mitgliedern des VDT gehören auch Studierende (Stand 2014 etwa 10 %), die sich auf einen tontechnischen Beruf vorbereiten.
Obschon die Berufsbezeichnung Tonmeister ein fester Bestandteil des Verbandsnamens ist, so tragen seine Mitglieder unterschiedliche Berufsbezeichnungen wie z. B. Toningenieur, Tonregisseur, Musikregisseur, Sound Designer, Producer, Aufnahmeleiter, Musical Supervisor oder Sound Director. Die schon in den 1930er Jahren eingeführte Berufsbezeichnung Tonmeister ist nicht geschützt und sie beschreibt auch keine klar definierte Tätigkeit. Thematisch sind die Zielsetzung und die Aktivitäten des VDT verwandt mit denen der Audio Engineering Society, auch wenn keine formale Verbindung besteht.
Seit 1949 veranstaltet der VDT im jährlichen Wechsel die Tonmeistertagung, die ein teils internationales wissenschaftliches Programm und eine Fachmesse beinhaltet und mit den AES Conventions vergleichbar ist, sowie das jeweils einem Themenkomplex gewidmete International Tonmeister Symposium, vergleichbar mit AES-Konferenzen. In der vom VDT initiierten Tonmeister Academy gibt es Aus- und Fortbildungsveranstaltungen.
Im Jahr zwischen 2 Tonmeistertagungen werden besonders herausragende Tonregie-Leistungen mit dem „Goldenen Bobby“ in sieben Kategorien ausgezeichnet. Seit 2002 verleiht der VDT auch eine Ehrenmedaille an Persönlichkeiten, die sich um den Berufsstand des Tonmeisters und der Audio-Branche besonders verdient gemacht haben. Einige bekannte Empfänger sind Peter Kurt Burkowitz (Entwickler des REDD Mischpults der Abbey Road Studios von EMI; Autor der technischen Kapitel im Buch Recording the Beatles), David Griesinger (von der Firma Lexicon) und Eberhard Sengpiel.